# Atractotomus reuteri
Atractotomus reuteri är en insektsart som beskrevs av Knight 1931. Atractotomus reuteri ingår i släktet Atractotomus och familjen ängsskinnbaggar. Inga underarter finns listade i Catalogue of Life.